# Тизенгаузен, Иван Андреевич
Граф Иван Андреевич Тизенга́узен (нем. Hans Heinrich Graf von Tiesenhausen; 1741—1815) — русский придворный деятель; камергер (1782), обер-гофмейстер Императорского двора (1798), действительный тайный советник (1799).

## Биография
Из старинного остзейского графского рода.
В службе с 1772 года, подпоручик Конного лейб-гвардии полка. С 1773 года на придворной службе, пожалован чином камер-юнкера, в 1782 году — камергера. В 1792 году произведён в тайные советники. В 1796 году пожалован в гофмейстеры.
С 1796 по 1798 год — управляющий Гофинтендантской конторой. С 1798 года обер-гофмейстер Императорского двора и управляющий Царским Селом. В 1799 году произведён в действительные тайные советники, с 1799 по 1801 год — управляющий Кабинетом Его Императорского Величества.
Был награждён 19 ноября 1796 года орденом Святого Александра Невского, 18 декабря 1799 года — большим командорским крестом ордена Святого Иоанна Иерусалимского. После смерти Павла I был уволен в отставку 3 сентября 1801 года. Проживал с семьей в Ревеле, где и скончался.

## Семья
Жена (с 13 октября 1773 года) — баронесса Екатерина (Катарина Фредерика) Ивановна Штакельберг (1753—02.03.1826), фрейлина двора (1769), дочь директора Лифляндской коллегии экономии барона Фабиана Адама фон Штакельберга; сестра любимой фрейлины императрицы графини Елизаветы Орловой. За заслуги мужа была пожалована в кавалерственные дамы ордена Святой Екатерины (29.05.1799). Последние годы жизни жила в Ревеле и занималась воспитанием внуков. По словам Долли Фикельмон, «добрая бабушка Тизенгаузен была им с сестрой второй матерью, она жила в провинции, среди простых и однообразных нравов и обычаев маленького северного городка». Дети:
- Павел Иванович (1774—1864), действительный тайный советник, сенатор; был женат на графине Юлии Петровне Пален (1782—1862), дочери генерала П. А. Палена.
- Наталья Ивановна (1782—1809), фрейлина двора, замужем за бароном В. И. Левенштерном.
- Фёдор Иванович (1782—1805) , был женат на Елизавете, дочери фельдмаршала М. И. Кутузова. Их дочери, Екатерина (1803—1888) и Дарья (1804—1863; замужем за австрийским министром К. Л. Фикельмоном), до 1815 года жили у бабушки в Ревели.